# Nicão de Creta
Nicon Metanoita (em grego: Νίκων ὁ Μετανοείτε; romaniz.: Nikon ho Metanoeite; "penitente, arrependido", termo frequente em seus sermões) foi um monge bizantino, pregador itinerante e um santo ortodoxo nascido em Ponto.
De acordo com Andrew Louth, o mais notável impacto histórico de Nicon foi a quantidade de informações valiosas que a sua Vita, escrita após a sua morte por um monge que o sucedeu como abade em seu mosteiro, traz sobre a re-cristianização de algumas seções reconquistadas do Império Bizantino. Ela também é muito importante por causa de suas referências à localidades em Creta e na parte continental da Grécia. Já o próprio Nicon é importante como representante dos monges itinerantes, que passavam a vida pregando de cidade em cidade, ao invés de ficar constantemente rezando enclausurado.

## Primeiros anos e carreira
Ainda um jovem, Nicon foi para um mosteiro conhecido como Khrysopetro ("Pedra Dourada"), localizado nas fronteiras entre o Ponto e a Paflagônia. Ele passou doze anos ali, levando uma vida asceta de oração e arrependimento tão extrema que seus irmãos tentaram persuadi-lo a aliviar um pouco o regime. Seu abade, impressionado com suas conferências espirituais e preocupado que seu recém-chegado pai fosse tirá-lo do mosteiro, enviou Nicon para pregar pelo mundo. Após a sua partida, ele viajou para a Ásia Menor e pregou o arrependimento ali por três anos antes de pegar a estrada novamente. Seguindo à expulsão dos árabes de Creta em 961 por Nicéforo II Focas, ele se mudou para ilha para pregar ativamente e tentar converter a população, recém-convertida ao islamismo, de volta para o cristianismo. A região havia sido um emirado muçulmano a partir da década de 820 e, neste período, o cristianismo se enfraqueceu ali, com muitos convertidos à nova religição. Mesmo os que permaneceram fiéis haviam perdido muito do contato com a tradição viva e suas igrejas e mosteiros estavam em ruínas. Citando a Vita de Nicon, a população na região não era muçulmana, mas cristãos que havia sido corrompidos "pelo tempo e pela longa relação com os sarracenos." Nicon foi forçado a mudar sua tática em Creta, utilizando sua sagacidade para levar seus ouvintes ao arrependimento ao invés de apenas pregar uma mensagem de arrependimento. Foi lá que ele adquiriu o epíteto de metanoíta, por sempre utilizar o termo grego metanoite no prefácio de todos os seus sermões.
Após passar cinco anos em Creta, Nicon passou por Epidauro, Atenas e Eubeia. Ele viajou em seguida para Tebas e Corinto, finalmente seguindo para Peloponeso, particularmente Esparta, que ele teria supostamente salvo de uma peste. Ali, Nicon reconstruiu três igrejas e um mosteiro; e continuou a pregar e ensinar, confirmando sua fé com diversos milagres. O Peloponeso, na Vita, é representando como sendo uma terra cheia de demônios contra os quais Nicon está constantemente lutando contra.
Ele terminou seus dias na Grécia continental, na província da Lacônia, onde ele teve grande influência sobre o clero e a sociedade laica, fundando diversas igrejas. Após trinta anos, mais ou menos, pregando no Peloponeso, ele morreu em um mosteiro ali em 26 de novembro de 998. De acordo com a Vita, Nicon continuou realizando milagres postumamente e a hagiografia é majoritariamente composta destes milagres post-mortem. Nicon está representado nos mosaicos do Mosteiro de São Lucas (Hosios Loukas).

## Influência
Como resultado de suas ações, após a sua santificação pela Igreja Ortodoxa, ele eventualmente se tornou o santo padroeiro da cidade de Esparta. Sua festa é celebrada ali em 26 de novembro, anualmente.